# Ейнар Ґергардсен
Ейнар Ґергардсен (норв. Einar Gerhardsen, при народженні Einar Herny Olsen; 10 травня 1897, Аскер — 19 вересня 1987) — норвезький політик, керівник Норвезької робітничої партії, тричі прем'єр-міністр Норвегії.

## Життєпис
Народився в сім'ї дорожнього робітника і домогосподарки і рано почав трудову діяльність — спочатку помічником офіціанта, потім дорожнім робітником. З 17 років брав участь в роботі молодіжного крила Робітничої партії (НРП). У 1918 році після офіційної підтримки церковною владою «білих» у громадянську війну у Фінляндії офіційно вийшов з церкви. У 1920-ті роки почав брати участь в комуністичному русі (в 1919—1923 керував норвезьким комсомолом), в 1924 році взяв участь у збройній акції Комуністичної молодіжної ліги, за що був засуджений до 75 днів тюремного ув'язнення. Потім поступово перейшов на соціал-демократичні позиції.
У 1932 році був обраний членом міської ради Осло. З 1938 року — заступник мера. З 1939 року — заступник голови НРП, яка в 1935 році прийшла під керівництвом Юхана Нюгорсвольда до влади.
Після окупації Норвегії в квітні 1940 року — виконувач обов'язків лідера НРП, 15-26 серпня — мер Осло (пішов у відставку під тиском окупаційної влади). Проте, згідно з сучасними дослідженнями, Ґергардсен спочатку прагнув до співпраці з новою владою, але його умови були відкинуті німцями.
Взяв активну участь в русі Опору, заарештований 11 вересня 1941 року і інтернований до місцевого концентраційного табору Ґріні. У лютому 1942 року був звинувачений у підпільній роботі в концтаборі, підданий тортурам і переведений в Заксенгаузен (у вересні 1944 року був повернутий в Ґріні).
Після війни сформував і очолив тимчасовий уряд країни. Вибори в жовтні того ж року дали соціал-демократам абсолютну більшість в стортингу, і Ґерхардсен, що став головою НРП, сформував постійний кабінет.